# Pilar Juncosa Iglesias
Pilar Juncosa Iglesias   (Palma, 18 de juliol de 1904 - Palma, 25 de novembre de 1995) va ser una mecenes mallorquina i esposa del pintor Joan Miró. Més enllà del suport incondicional al seu espòs, Pilar va assumir un rol actiu en la trajectòria professional de Joan Miró en la mesura que intercedia i gestionava les relacions entre el pintor i el seu entorn artístic. A més, va ser una figura instrumental en la relació de Miró amb Mallorca i, en particular, en el llegat que l’artista va deixar a la ciutat, fent possible que la Fundació Pilar i Joan Miró fos una realitat.

## Biografia

### Infantesa i joventut
Neix dia 18 de juliol de 1904 al carrer de la Cavalleria de Palma, tot i que els seus pares (Enriqueta Iglesias Oromí i el fabricant de mobles Lambert Juncosa Massip) eren de Barcelona. Curiosament, la mare de Pilar es cria amb la que serà la mare de Joan Miró (Dolors Ferrà Oromí), després de quedar-se òrfena i anar a viure a Palma als vuit anys amb Josefa Oromí, la seva cosina germana, i el seu marit, el solleric Joan Ferrà. Pilar és la tercera de vuit germans i, a causa de la mala salut de la seva mare, des de molt jove ha d'assumir una gran responsabilitat i dur el pes de la família.
L'any 1922, Pilar Juncosa i Joan Miró coincideixen a les noces de la germana del pintor, Maria Dolors. Tornen a trobar-se aquell mateix any, quan Joan passa una temporada a cals Juncosa-Iglesias a Villa Enriqueta (Son Armadans). L'any 1929, Joan Miró assisteix a les noces d'Enric Juncosa, germà de Pilar, i es declara durant un passeig per s'Aigo Dolça. Pilar Juncosa i Joan Miró contreuen matrimoni el 12 d'octubre de 1929 a la parròquia de Sant Nicolau de Palma.

### Primers anys a París
Després de la lluna de mel a l'Hotel Illa d'Or del Port de Pollença, el jove matrimoni se'n va a viure a París (rue François-Mouthon, 3). Pilar s'esforça molt per a millorar els seus coneixements de cuina i de francès i per a adaptar-se a un nou estil de vida. L'any següent, viatgen a Barcelona (passatge del Crèdit, 4) perquè Pilar doni a llum a la seva única filla, Maria Dolors. Durant aquests anys, els hiverns resideixen a París i els estius els passen entre el mas de la família Miró (Mont-roig) i Barcelona. També passen temporades curtes a Mallorca. L'any 1932, la crisi econòmica els obliga a establir-se a Barcelona. Allà estan a prop de la mare de Joan, que té una salut delicada i troba a faltar a la seva única neta. Joan instal·la un petit taller a la casa familiar del passatge del Crèdit.

### Els embats de la guerra (1936-1939)
L'any 1936 esclata la Guerra Civil. El cunyat de Joan Miró, el gran propietari Jaume Galobart, és assassinat per unes milícies antifeixistes a Osona. El pintor, per la seva banda, és amenaçat per la FAI (Federación Anarquista Ibérica) pels lligams falangistes del seu cunyat. Angoixat davant la complexa situació que s'està vivint, Joan Miró decideix partir a París el 28 d'octubre. Pilar i Maria Dolors queden a casa de la sogra. La família considera que Pilar està més segura a Barcelona i, en qualsevol cas, les autoritats impedeixen la sortida del país. Ella, convençuda que vol viure amb el seu marit, i gràcies al contacte de Joan Miró i de Joan Prats amb el comissari de Propaganda de la Generalitat, Jaume Miravitlles, aconsegueix el passaport per a partir a França amb la seva filla. Des de París (boulevard Auguste Blanqui, 98), Pilar envia paquets d'aliments a amics i familiars de Barcelona.
L'any 1939 s'acaba la Guerra Civil. El bàndol republicà és derrotat; comença la dictadura del general Franco, que durarà prop de quaranta anys.

### Europa, territori convuls (1939-1945)
El setembre de 1939 esclata la Segona Guerra Mundial. Aquell estiu el matrimoni deixa París i lloga una casa, Clos des Sansonettes, a Varengeville-sur-Mer (Normandia).
El mes de maig de 1940 l'exèrcit alemany bombardeja Normandia; els nazis envaeixen França. La parella aconsegueix arribar amb tren a París, perdent tot l'equipatge pel camí. Pilar convenç Joan que cal tornar a Espanya; s'oposa a emigrar, com fan altres artistes i intel·lectuals. Travessen la frontera per Portbou i es dirigeixen a la masia de la germana de Miró a Sant Hipòlit de Voltregà, Osona. Joan Prats els adverteix que anar a Barcelona seria massa imprudent, atès el convuls escenari polític. Reben la visita de Lambert Juncosa, qui els convenç de refugiar-se a Mallorca. El pare de Pilar els acull a casa seva (carrer de les Minyones, 11), on el pintor instal·la un petit taller al porxo. Una vegada a Palma, Miró deixa de ser l'artista de fama que ha col·laborat amb la República i només és “el marit de la Pilar”; passa completament desapercebut. Joan Miró es presentarà a partir d'ara com a “senyor Juncosa”.
L'any 1942 la salut de la mare de Miró empitjora. El matrimoni aprofita que el govern franquista relaxa les mesures repressives per a anar a Barcelona, on s'instal·len al passatge del Crèdit. Pilar cuida la sogra i la filla i porta el pes de la casa, que inclou el taller de Miró, al pis superior. L'any 1944 mor la mare de Miró, però no abandonen Barcelona perquè Dolors pugui prosseguir els seus estudis a l'Escola Virtèlia.

### L'esperat reconeixement de Miró: Pilar i la seva implicació
El 1947 Miró assoleix fama internacional. Pilar exerceix un paper imprescindible en l'activitat diària del seu marit: planifica els viatges, participa a les reunions amb els advocats, reserva hotels i restaurants, gestiona la seva agenda, fa seguiment del compliment de les condicions de les exposicions, revisa la correspondència... Entre febrer i octubre tota la família es trasllada a Nova York mentre Miró treballa en el mural per al restaurant del Terrace Plaza Hotel de Cincinnati. Aquí es retroben amb amics americans i artistes exiliats: Sert, Balthus, Masson, Matisse, Calder, Duchamp, Tanguy… Pilar no parla l'anglès, però amb les seves habilitats diplomàtiques aconsegueix comunicar-se amb tota la comunitat artística americana, que la reclama com a enllaç per a arribar a l'artista, sempre tan reservat. Pilar s'adapta de manera intuïtiva al món dels artistes, marxants, galeristes i comissaris i, més tard, al de les autoritats, els polítics i els representants públics.

### Els anys a Mallorca (1956-1995)
El 1954 el matrimoni compra la finca de Son Abrines, a Cala Major. L'arquitecte i germà de Pilar, Enric Juncosa, projecta la casa. Allà, Joan Miró no disposa d'un taller on treballar i no vol proposar el projecte al seu amic i arquitecte Josep Lluís Sert perquè pensa que a Amèrica està molt enfeinat. Pilar, d'amagat del seu marit, enviarà una carta a Sert en què li explicarà la situació i li demanarà que s'encarregui del projecte.
El 1956 el matrimoni s'instal·la definitivament a Palma. Maria Dolors, ja casada amb David Fernández, anirà a viure a una casa contigua. Així mateix, seguien passant alguns dies a Barcelona o a París, i els estius a Mont-roig del Camp. L'any 1959 el matrimoni compra Son Boter, una possessió del segle xviii situada als terrenys annexos a Son Abrines, i que es converteix en un segon estudi.
Als cinquanta-sis anys, Pilar es treu el carnet de conduir i es compra un Seat 600, ja que al viure als afores de Palma les comunicacions són deficients i Pilar vol tenir més autonomia.
Als anys seixanta, arran de l'increment de producció d'obra gràfica de Joan Miró, Pilar intensifica el seu treball: anota minuciosament el repartiment dels exemplars, les condicions dels dipòsits a les diferents galeries, fa seguiment dels encàrrecs...
L'any 1975 obre les portes la Fundació Joan Miró de Barcelona. Pilar participa activament en la formació de la col·lecció permanent de la Fundació, donant la seva col·lecció personal d'obres primerenques. Anys després, donarà també la seva "Constel·lació", regal especial de l'artista i que ella decideix que formi part dels fons de la Fundació.

#### Constitució de la Fundació Pilar i Joan Miró a Mallorca
Pilar també és part activa en la constitució de la Fundació Pilar i Joan Miró a Mallorca quan el matrimoni n'assenta les bases amb la creació dels Estatuts, aprovats al Ple de l'Ajuntament de Palma del 22 de març de 1979.
El 7 de març de 1981 Joan Miró i Pilar Juncosa signen l'acta de donació a l'Ajuntament de Palma dels tallers de Son Abrines, Son Boter i del patrimoni artístic i documental que contenen a favor de la Fundació Pilar i Joan Miró a Mallorca. L'artista vol que la Fundació dugui els noms dels dos, perquè pensa que Pilar se'n cuidarà més que ell. El delicat estat de salut del pintor fa que s'incrementi cada vegada més l'activitat gestora de Pilar, que es converteix en la intermediària en tot tipus de feines i compromisos.
El dia de Nadal mor Joan Miró als 90 anys a la seva casa de Son Abrines i és enterrat al cementiri de Montjuïc de Barcelona. El seus últims traços i pensaments van dedicats a Pilar. A partir d'aquest moment, Pilar assumeix el rol de representant de la Família Miró en totes les gestions d'àmbit polític i cultural.
Tres anys després de la mort de Miró, Pilar comprèn la necessitat de disposar d'un espai adient que albergui la seu de la Fundació Pilar i Joan Miró a Mallorca i posi el llegat de Miró a l'abast de la gent, seguint la voluntat de l'artista. Per tal de finançar el projecte, decideix subhastar quaranta-dues obres de la seva col·lecció personal a la casa Sotheby's. En dues hores es venen totes les obres i s'aconsegueixen més de cinc-cents milions de pessetes, superant totes les expectatives. Sotheby's renuncia a la comissió i el rèdit que generen aquests diners es destina al programa de Premis i Beques Pilar Juncosa i Sotheby's, amb l'objectiu de donar impuls a les noves generacions d'artistes.
Es plantegen diverses alternatives per a albergar la seu de la Fundació, des d'edificis històrics al centre de Palma fins a construir Son Abrines. Finalment Pilar anuncia la donació dels terrenys on es troba l'actual edifici i l'arquitecte Rafael Moneo es fa càrrec del projecte. Així mateix, Pilar fa nombroses donacions de llibres, revistes i retalls de premsa a la biblioteca de la Fundació durant els primers anys de funcionament de la institució, biblioteca que des de febrer de 2021 porta el seu nom.
L'Edifici Moneo s'acabarà inaugurant el 19 de desembre de 1992, obrint-se així al públic la Fundació Pilar i Joan Miró a Mallorca i fent-se realitat l'últim desig de l'artista: crear un centre viu i dinàmic que no només mostra l'obra i el procés creatiu mironià sinó que també s'obre a noves tendències i joves artistes, perpetuant així l'esperit de Joan Miró.
Pilar Juncosa mor als 91 anys a Palma i és enterrada al cementiri de Montjuïc, al costat de Joan Miró.